# 아우디 Q5 e-트론
아우디 Q5 e-트론(독일어: Audi Q5 e-tron)은 아우디가 중국의 상하이 폭스바겐 합작 투자를 통해 생산하는 3열 좌석을 갖춘 배터리식 전기 준대형 고급 크로스오버 SUV이다. MEB 플랫폼을 기반으로 하며, 아우디 e-트론 시리즈의 다섯 번째 배터리 전기 모델이다. Q4 e-트론과 밀접한 관련이 있으며, 이 모델은 유사한 크기의 폭스바겐 ID.6의 아우디 버전으로 간주되지만, MLB 플랫폼을 사용하는 아우디 Q5 또는 Q8 e-트론과는 기계적으로 관련이 없다.

## 개요

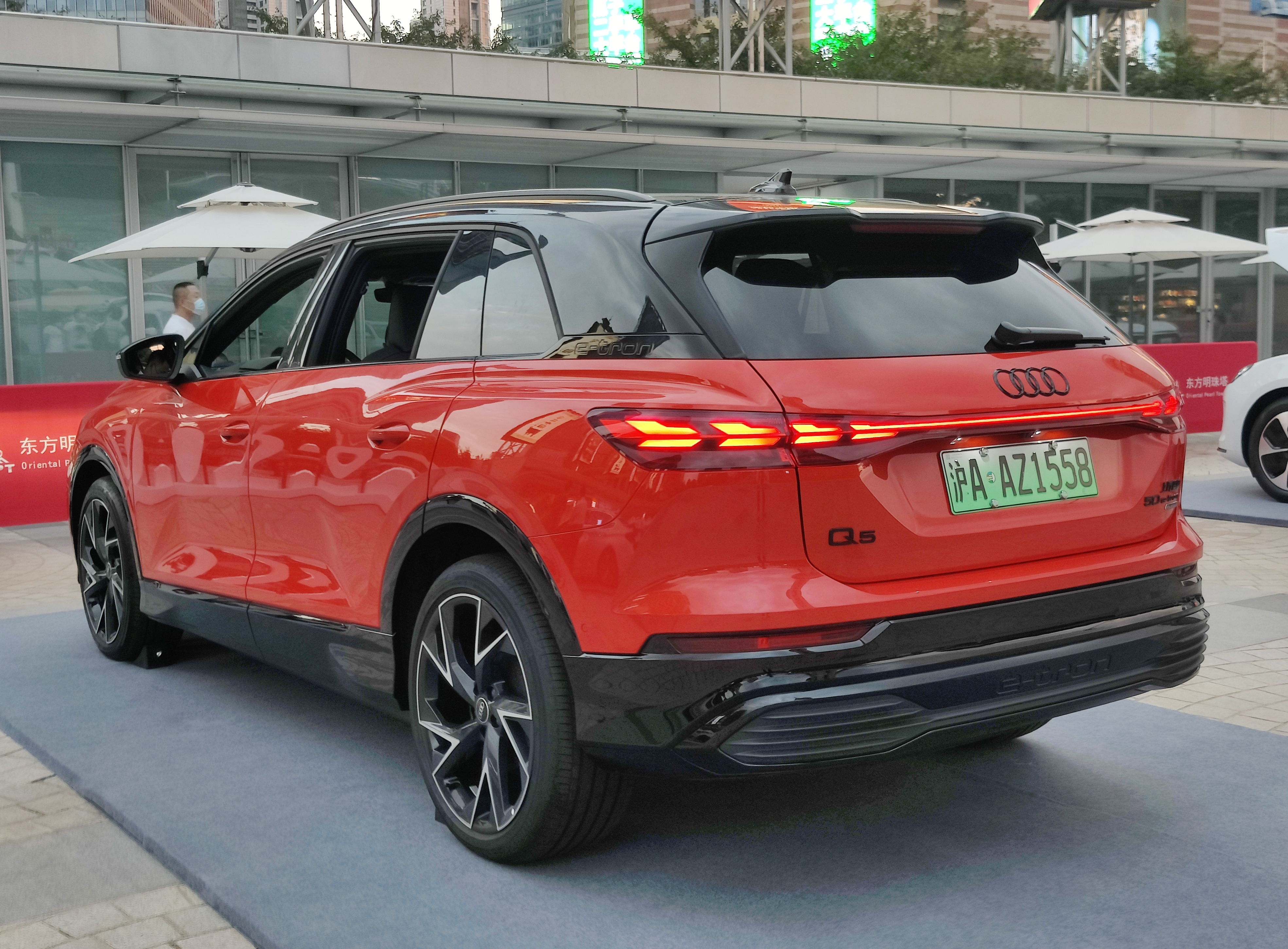
후면

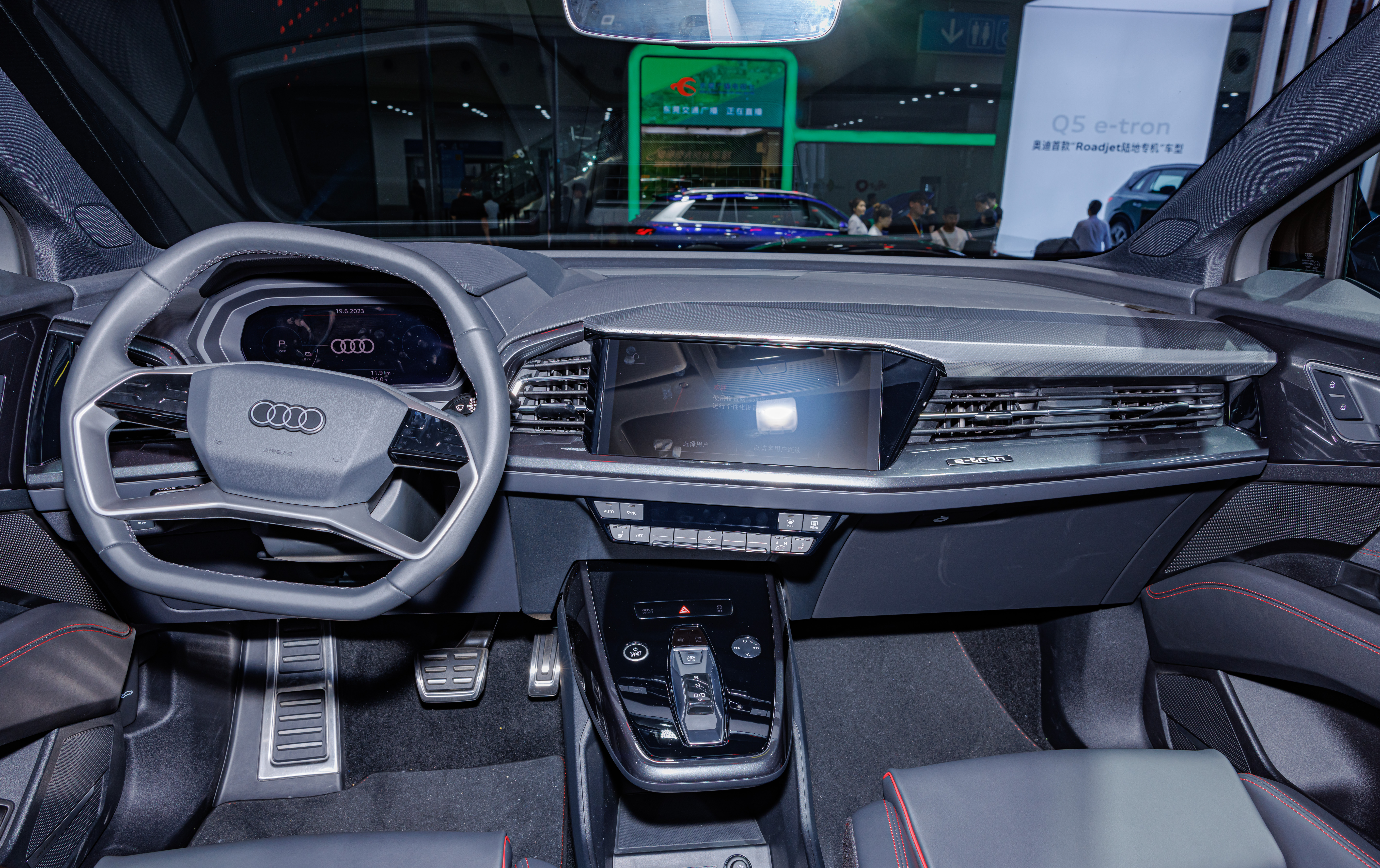
내부

Q5 e-트론은 2021년 광저우 모터쇼에서 e-트론 시리즈의 첫 3열 모델이자 MEB 플랫폼 기반의 9번째 모델로 공개되었다. 별도의 외부 디자인을 갖추고 있지만, 대시보드 디자인은 Q4 e-트론에서 파생되었으며, 10.25인치 디지털 계기판과 11.6인치 인포테인먼트 터치스크린을 갖추고 있다.
Q5 40 e-트론과 Q5 50 e-트론 콰트로 두 가지 모델이 제공된다. Q5 40 e-트론은 단일 201 hp (204 PS; 150 kW) 모터로 구동되며, 플래그십 모델인 Q5 50 e-트론 콰트로는 301 hp (305 PS; 224 kW)의 듀얼 모터 설정과 사륜 구동을 특징으로 한다. 83.4 kWh 배터리가 장착되어 있다.